# Rimbach (Weidachbach)
Der Rimbach ist ein gut 3 Kilometer langer, linker Zufluss des Weidachbachs bei Obervolkach im unterfränkischen Landkreis Kitzingen. Der Bach gab dem gleichnamigen Volkacher Gemeindeteil Rimbach den Namen, in dem er entspringt.

## Name
Die Benennung des Rimbachs ist bis heute mit einigen Unsicherheiten verbunden. Wahrscheinlich erhielt der Bach seinen Namen im 7. oder 8. nachchristlichen Jahrhundert, als die Franken den Landesausbau in der Region vorantrieben. Erstmals schriftlich erwähnt wird das Gewässer 1135 als Rintpach. Der Name könnte sich vom althochdeutschen Wort rind „Rind“ ableiten. Eventuell liegt auch das althochdeutsche Wort rinda bzw. mittelhochdeutsche rinte zugrunde, was so viel wie „Rinde, Borke“ bedeutet. In späteren Übertragungen fand die Verbindung mit einem Rinderhof Eingang in die Überlieferung, die wahrscheinlich jedoch der realen Grundlage entbehrt.

## Geographie

### Verlauf
Der Rimbach entspringt auf einer Höhe vom etwa 265 m ü. NHN im Osten der Rimbacher Gemarkung in der Flurlage Herleswiesen. 
Er fließt in westlicher Richtung auf den historischen Ortskern von Rimbach zu. Wahrscheinlich bildete der Bach den historischen Wassergraben der ehemaligen Burganlage im Ort. Am Ausgang der Forststraße fließt von links ein unbenannter Bach zu, der aus einem Quelltopf im sogenannten Rimbach-See im Süden des Dorfes entspringt. Der Rimbach passiert die Kläranlage wenig nördlich und unterhalb des Ortes, wendet sich anschließend am Zufluss eines weiteren kurzen Bachs von rechts nach Westen und unterquert gleich darauf die von Krautheim im Norden kommende Kreisstraße KT 37.
Der Bach fließt an mehreren Fischteichen vorbei. Dort läuft er am Südfuß des Gewanns Weinberg mit der Weinlage Rimbacher Landsknecht vorbei. Nach Übertritt auf die Gemarkung von Obervolkach wendet er sich nach Nordwesten und passiert zwei weitere Seen, darunter den Obermaltensee. Weitere Seen, die vor allem als Fischteiche genutzt werden, flankieren hier seinen Verlauf. 
Unmittelbar gegenüber der Staatsstraße 2274 mündet er schließlich kurz vor den ersten Häusern am Ostrand von Obervolkach auf einer Höhe von ungefähr 207 m ü. NHN von links in den dort aus dem Nordosten kommenden Weidachbach, der selbst wenig abwärts noch im Ort in die Volkach mündet.
Sein etwa 3,2 km langer Lauf endet ungefähr 58 Höhenmeter unterhalb seiner Quelle, er hat somit ein mittleres Sohlgefälle von etwa 18 ‰.

### Einzugsgebiet
Das 3,8 km² große Einzugsgebiet des Rimbachs liegt im Steigerwaldvorland von Neuses und wird durch ihn über den Weidachbach, der Volkach, den Main und den Rhein zur Nordsee entwässert.
Es grenzt
- im Nordosten und Osten am das Einzugsgebiet des Lülsbachs, der in den Weidachbach mündet;
- im Südosten an das des Sadelsbachs, der über die Schwarzach in den Main entwässert;
- im Südwesten an das des Rotenbachs, der über die Sommerach in den Mainkanal entwässert und
- im Norden an das des Weinbergsleitengrabens, der in den Weidachbach mündet.

Im südlichen Bereich des Einzugsgebiets dominiert Ackerland und das Siedlungsgebiet von Rimbach, am nördlichen Ufer stehen Weinberge und die höheren Lagen in den Randbereichen sind zum Teil bewaldet.
Die höchste Erhebung ist der Weinberg mit einer Höhe von 276 m ü. NHN.

### Flusssystem Volkach
- Fließgewässer im Flusssystem Volkach

## Naturschutz
Entlang des Rimbachs bestehen mehrere Biotope, die von den unteren Naturschutzbehörden unter Schutz gestellt wurden. In der Nähe der Rimbacher Kläranlage haben sich mehrere naturnahe Hecken erhalten, die den Bach säumen. Die Fischteiche entlang des Bachs sind mit Großröhrichten bestanden, während der Unterlauf unterhalb des Weinbergs binsenreiche Nasswiesen aufweist, die regelmäßig vom Bach überschwemmt werden. Sie sind unter der Bezeichnung „Laubgehölze, Erlenbruchwald, Röhrichte und Feuchtgrünland am Rimbach“ geschützt. Vor der Mündung in den Weidachbach säumen verbuschende Hangbereiche den Bach.